# James Meadley
James Meadley (* 4. Februar 1984 in Canberra) ist ein ehemaliger australischer Radrennfahrer.
James Meadley gewann 2004 eine Etappe bei der Tour of Sunraysia. 2005 begann er dann bei der Mannschaft MG XPower-Bigpond. In dieser Saison konnte er eine Etappe bei der Tour of Gippsland für sich entscheiden. 2006 wechselte er zu dem australischen Continental Team Southaustralia.com-AIS. 2007 fuhr Meadley für das US-amerikanische Jelly Belly Cycling Team und gewann die Gesamtwertung und zwei Etappen der Hongkong-Rundfahrt. Ende der Saison 2007 beendete er seine Karriere.

## Erfolge
2007
- Gesamtwertung und zwei Etappen Hongkong-Rundfahrt

## Teams
- 2006 Southaustralia.com-AIS
- 2007 Jelly Belly Cycling Team